# Chalcides montanus
Chalcides montanus là một loài thằn lằn trong họ Scincidae. Loài này được Werner mô tả khoa học đầu tiên năm 1931.

## Hình ảnh

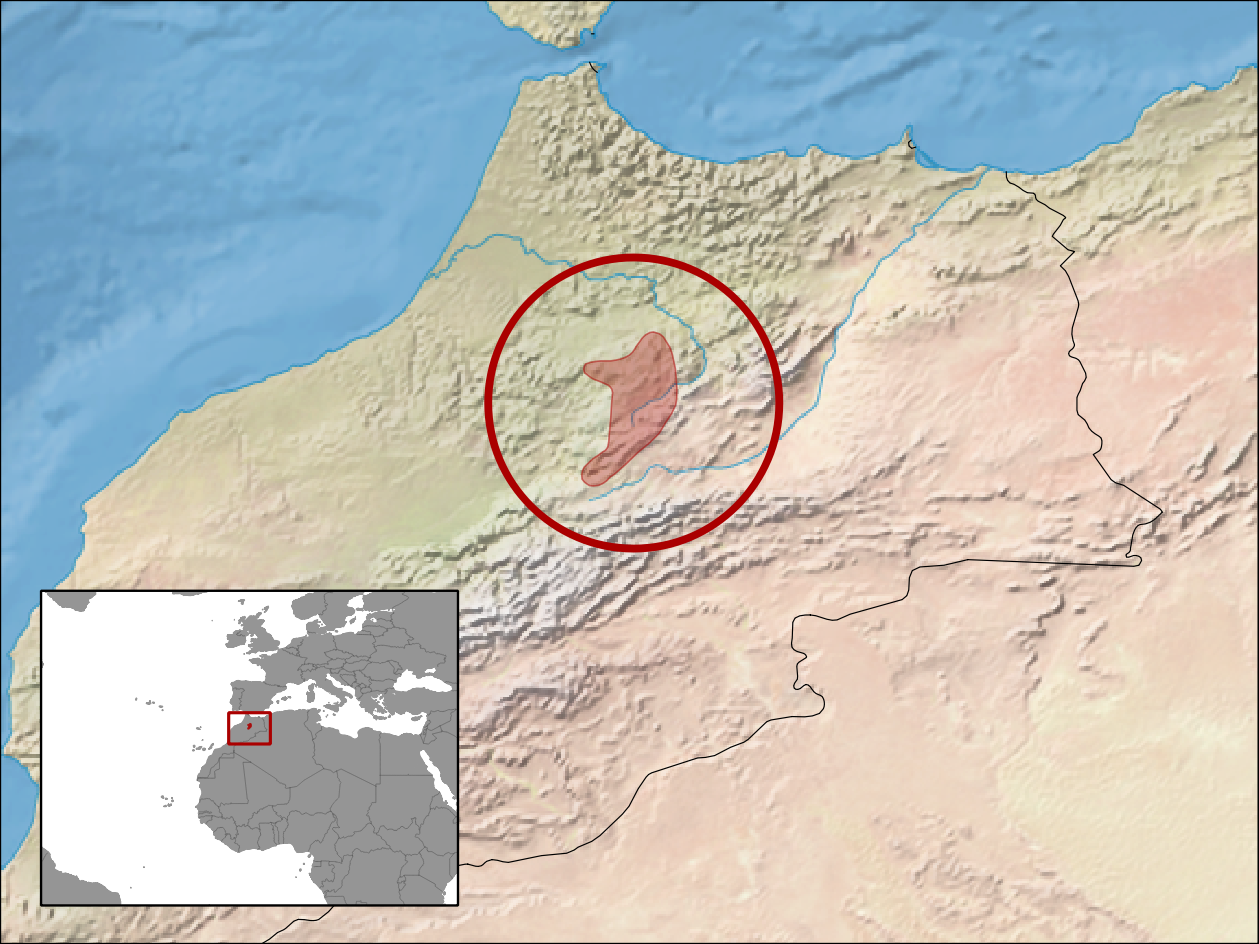